# Novate Mezzola
Novate Mezzola (Nuàa in dialetto chiavennasco) è un comune italiano di 1 888 abitanti della provincia di Sondrio in Lombardia. Fa parte della Comunità Montana della Valchiavenna.

## Storia
Da Novate Mezzola, in epoca romana, passava la via Spluga, strada romana che metteva in comunicazione Milano con Lindau passando dal passo dello Spluga. I monaci dell'abbazia di San Colombano di Bobbio vi fondarono il monastero di San Colombano nella frazione di Campo.

### Sec. X - 1797
Comune del contado di Chiavenna, appartenne alla pieve di Samolaco.
L'origine del toponimo si può far risalire a quella villa “quae dicitur villa nova” che il vescovo Alberico aveva donato nell'atto di fondazione del monastero di Sant'Abbondio di Como nel 1013. Nell'XI secolo Novate e Verceia furono feudo del monastero di Sant'Abbondio e furono affidate per l'amministrazione ai Vicedomini, con conferma da parte di Enrico VI nel 1193. Successivamente, per volere di Federico II, furono ceduti ai de Lucino, ai quali furono confermati nel 1260 dal vescovo Raimondo della Torre.
Dalla fine del XII alla metà del XVI secolo Novate e Verceia costituirono un unico comune con il nome di Lezzeno superiore. Quest'ultimo toponimo traeva origine dal “loco et fundo Leucilio” (o Leuzolo o Lezini) nominato in atti del 998, 1035, 1092. Questo locus et fundus comprendeva già le località abitate di Cillio, Vico, Villa, Vercelli (Verceia), alle quali, come si è visto, il vescovo Alberico unì, forse attorno al 1010, la “villa nova”, cioè Novate.
La denominazione del comune cambiò in seguito ad un'alluvione del “fiume di Verceia” che seppellì l'antica Leuzolo, all'incirca verso il secondo decennio del XVI secolo.
Novate fece parte in epoca grigione come comune esteriore insieme a Prata, Mese, Gordona, Samolaco della giurisdizione di Chiavenna.
Alla fine del XVI secolo Vico, Verceia, Scellio erano qualificati come “vicinanze del comune di Novate” e godevano di una certa autonomia amministrativa.
Il comune di Lezzeno superiore (Novate) era diviso in cinque cantoni o terre, eterogenei per superficie e popolazione: Novate assunse una posizione preminente tra XVI e XVII secolo.
I cinque cantoni erano Novate; Codera; Cola con San Giorgio; Campo; Verceia, con la Valle dei Ratti. Verceia, unitamente agli abitati di Scellio e Villa, era denominato anche “cantone ultra Saxum” o “cantone della chiesa di San Fedele”.
Ogni cantone del comune di Lezzeno superiore/Novate, tramite un consiglio, gestiva autonomamente la propria economia (Longoni 1988-1989).
I parroci erano eletti autonomamente dai cantoni ed avevano solo successivamente il placet del vescovo di Como (Salice 1989).
Il 25 luglio 1793, gli ambasciatori francesi Charles-Louis Huguet de Sémonville e Hugues-Bernard Maret furono fatti prigionieri dagli austriaci 
presso l'osteria dell'Angelo e, dopo ventinove mesi di cattività, vennero liberati dagli austriaci in cambio di Maria Teresa Carlotta di Borbone-Francia.

### 1798 - 1815
Nel marzo del 1798, con la ripartizione del dipartimento del Lario (legge 7 germinale anno VI), il comune di Novate fu inserito nel distretto di Gordona.
Con l'organizzazione del dipartimento dell'Adda e Oglio (legge 11 vendemmiale anno VII), il comune di Novate fu compreso nel distretto II di Chiavenna.
Nell'assetto definitivo della Repubblica Cisalpina, determinato nel maggio del 1801 (legge 23 fiorile anno IX), Novate era uno dei settanta comuni che costituivano il distretto III di Sondrio del dipartimento del Lario.
Nel nuovo piano di distrettuazione provvisoria del dipartimento del Lario, in esecuzione del decreto 14 novembre 1802, il comune di Novate venne ricollocato nel II distretto dell'ex Valtellina con capoluogo Chiavenna (Quadro distretti dipartimento del Lario, 1802), nel quale fu confermato, comune di III classe con 1 211 abitanti, nel 1803 (Elenco comuni dipartimento del Lario, 1803).
Con l'organizzazione del dipartimento dell'Adda nel regno d'Italia (decreto 8 giugno 1805 a), il comune di Novate venne ad appartenere al cantone VI di Chiavenna: comune di III classe, contava 1 211 abitanti.
Nel prospetto del numero, nome e popolazione dei comuni del dipartimento dell'Adda secondo il decreto 22 dicembre 1807, il comune denominativo di Novate, con 952 abitanti totali, figurava composto dalle frazioni di Novate (250), Campo (136), Codera (430) e Cola (136) (Prospetto comuni dipartimento Adda, 1807).
Il progetto per la concentrazione dei comuni del dipartimento dell'Adda, seguito al decreto 14 luglio 1807, non interessò il comune di Novate. A seguito dell'approvazione del compartimento (decreto 31 marzo 1809), fu eseguita la concentrazione dei comuni, con decorrenza dal 1º gennaio 1810; tale comparto, confrontato con quello in corso nel 1796, fu rimesso il 23 agosto 1814 alla reggenza provvisoria del regno d'Italia e fu confermato nel 1815, dopo l'assoggettamento del dipartimento dell'Adda al dominio della casa d'Austria nel regno lombardo-veneto (Compartimento Adda, 1815): a quest'ultima data, Novate figurava (con 1 211 abitanti totali, 795 da sola), comune principale del cantone VI di Chiavenna, unitamente al comune aggregato di Verceja.

### 1816 - 1859
Nella compartimentazione territoriale del regno lombardo-veneto (notificazione 12 febbraio 1816) era prevista l'attivazione dei due distinti comuni di Novate con Campo e di Codera. Il deputato di Valtellina conte Guicciardi osservò che Codera era “una piccolissima contrada” che non poteva “formare sotto alcun rapporto una Comune” e che perciò doveva lasciarsi unita a Novate cui era sempre appartenuta (Osservazioni Guicciardi, 1816); anche l'imperial regia delegazione provinciale propose il mantenimento dell'antica unità comunale: nell'elenco dei comuni riordinato figurava infatti come comune di Novate con Codera, Campo, Cola e Riva del Lago (Prospetto comuni provincia Sondrio, 1816), che con l'attivazione dei comuni della provincia di Sondrio fu inserito nel distretto VII di Chiavenna. In data 7 maggio 1 816 abitanti di Campo e Cola inviarono una petizione per il distacco da Novate (Ricorso comunisti di Campo e Cola, 1816). La delegazione provinciale ribadì alla congregazione centrale di Milano che Codera aveva “sempre fatto parte di Novate”, Campo e Cola erano “divisi da Novate da un torrente”, l'estimo era complessivo e dava soli 3.136 scudi; demandava comunque la questione al governo (Modifiche comparto provinciale di Sondrio, 1816).
Novate con Campo e Codera, comune con consiglio, fu confermato nel distretto VII di Chiavenna in forza del successivo compartimento territoriale delle province lombarde (notificazione 1º luglio 1844).
Nel 1853 (notificazione 23 giugno 1853), Novate con le frazioni di Campo, Cola e Codera, comune con consiglio senza ufficio proprio e con una popolazione di 957 abitanti, fu inserito nel distretto IV di Chiavenna.

### 1859 - 1971
In seguito all'unione temporanea delle province lombarde al regno di Sardegna, in base al compartimento territoriale stabilito con la legge 23 ottobre 1859, il comune di Novate Mezzola con 978 abitanti, retto da un consiglio di quindici membri e da una giunta di due membri, fu incluso nel mandamento III di Chiavenna, circondario unico di Sondrio, provincia di Sondrio.
Alla costituzione nel 1861 del Regno d'Italia, il comune aveva una popolazione residente di 1 132 abitanti (Censimento 1861). Sino al 1863 il comune mantenne la denominazione di Novate e successivamente a tale data il comune assunse la denominazione di Novate Mezzola (R.D. 28 giugno 1863, n. 1426). In base alla legge sull'ordinamento comunale del 1865 il comune veniva amministrato da un sindaco, da una giunta e da un consiglio. Nel 1867 il comune risultava incluso nello stesso mandamento, circondario e provincia (Circoscrizione amministrativa 1867). Popolazione residente nel comune: abitanti 1.046 (Censimento 1871); abitanti 1.168 (Censimento 1881); abitanti 1.120 (Censimento 1901); abitanti 1.393 (Censimento 1911); abitanti 1.390 (Censimento 1921). Nel 1924 il comune risultava incluso nel circondario unico di Sondrio della provincia di Sondrio. In seguito alla riforma dell'ordinamento comunale disposta nel 1926 il comune veniva amministrato da un podestà. Popolazione residente nel comune: abitanti 1.471 (Censimento 1931); abitanti 1.777 (Censimento 1936). In seguito alla riforma dell'ordinamento comunale disposta nel 1946 il comune di Novate Mezzola veniva amministrato da un sindaco, una giunta e un consiglio.

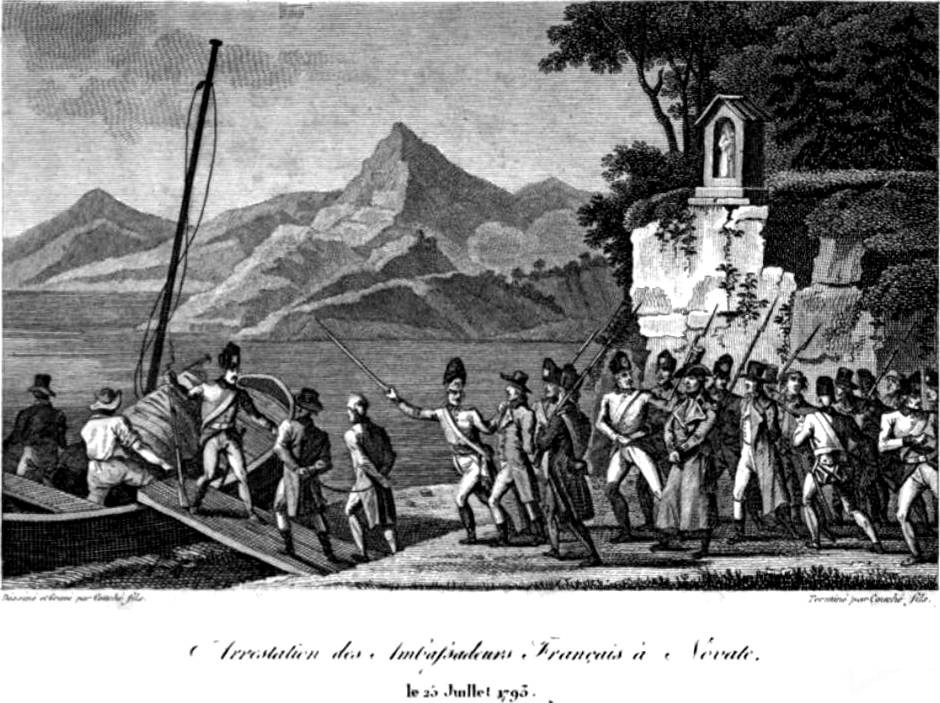
Arresto degli ambasciatori Sémonville e Maret, il 25 luglio 1793 a Novate Mezzola

Popolazione residente nel comune: abitanti 1.636 (Censimento 1951); abitanti 1.724 (Censimento 1961); abitanti 1.864 (Censimento 1971). Nel 1971 il comune di Novate Mezzola aveva una superficie di ettari 9.984.

## Monumenti e luoghi d'interesse

### Architetture religiose
- Chiesa parrocchiale della Santissima Trinità (fine XVII secolo[4]) a Novate Mezzola, progettata dal lainese Giovanni Maria Quaglio, parente del pittore Giulio, anch'egli attivo in questa chiesa.[5] A Giovanni Maria vengono attribuiti alcuni interventi della facciata, negli anni 1693-1694. La chiesa si imposta sulla base di un precedente edificio religioso cattolico, databile alla metà del XV secolo. Tra il 1685 e il 1715, il vescovo Francesco Giani commissionò una serie di interventi decorativi degli interni dell'edificio, tra cui un ciclo di affreschi realizzati da Pietro Bianchi detto "il Bustino". Al 1698 risalgono le due cantorie intagliate e dorate, eseguite da Giovanni Albiolo, Gaspare Campo e Gian Antonio Felicetti. Di Domenico Molciano sono invece i busti marmorei dei santi Pietro e Paolo[5].
- Chiesa parrocchiale di San Colombano di Campo[6], la nuova chiesa, iniziata nel 1955, fu consacrata nel 1960.
- Oratorio di San Colombano[6][7] di Campo, antico edificio parrocchiale sorto sui resti dell'antico monastero fondato dai monaci di Bobbio. la chiesa eretta in vice parrocchia dal vescovo Bonesana nel 1704, fu staccata da Novate ed elevata a parrocchia nel 1886 dal vescovo Carsana, venne sostituito dal nuovo edificio parrocchiale nel 1960, attualmente è in oggetto di recupero architettonico.
- Chiesa di Sant'Antonio Abate di Campo.
- Chiesa di San Giorgio di Campo.
- Chiesa di Sant'Antonio da Padova di Avedèe.
- Chiesa del Cristo Re di Bresciadega.
- Chiesa di San Giovanni Battista di Codera.
- Chiesa del Sacro Cuore di Gesù di Cola.
- Oratorio di San Fedelino sulla sponda opposta del lago.

#### Parrocchia della Santissima Trinità
Parrocchia della diocesi di Como. Non si è ancora appurata la data di fondazione della parrocchia di Novate. Nel 1651 la chiesa viceparrocchiale della Santissima Trinità di Novate risulta elencata in un vicariato esteso sulle tre giurisdizioni costituenti il contado di Chiavenna, cioè la giurisdizione di Chiavenna, la Val San Giacomo, la giurisdizione di Piuro, ciascuna delle quali coincidente con una "congregatio" del clero; Novate era compresa nella "congregatio prima" (Ecclesiae collegiatae 1651). Antecedentemente al 1761 tutti i sacerdoti aventi in cura la comunità di Novate, che comprendeva anche Codera, Campo e Verceia, sono qualificati col titolo di vicecurato. Nel 1772 Novate venne elevata a prepositura (Xeres, Antonioli 1996; Buzzetti 1920).
La chiesa della Santissima Trinità di Novate è attestata come viceparrocchiale nella pieve e vicariato di Chiavenna alla fine del XVIII secolo (Ecclesiae collegiatae 1794).
Nel 1892, anno della visita pastorale del vescovo Andrea Carlo Ferrari, la rendita netta del beneficio parrocchiale era di lire 240. Entro i confini della parrocchia di Novate, di nomina comunitativa, non esistevano né chiese né oratori eccettuata la parrocchiale; c'era però un oratorio privato di proprietà dei baroni Giani. Nella chiesa parrocchiale della Santissima Trinità si avevano le confraternite del Santissimo Sacramento, solo maschile, e del Santissimo Rosario, solo femminile. Il numero dei parrocchiani era 317 (Visita Ferrari, Vicariato di Chiavenna).
Con decreto 24 agosto 1942 del vescovo Alessandro Macchi la parrocchia di Novate Mezzola fu eretta in vicaria foranea. Entrarono a far parte del nuovo vicariato le parrocchie di Campo Mezzola; Cola; Paiedo; Novate Mezzola; Sant'Andrea di Samolaco (Era); Somaggia; Verceia, separate dal vicariato foraneo di Chiavenna (decreto 24 agosto 1942) (Bollettino Ecclesiastico Ufficiale Diocesi di Como 1942).
Con decreto 29 gennaio 1968, mediante il quale furono istituite le zone pastorali nella diocesi di Como, fu assegnata alla zona pastorale XI della Valchiavenna e al vicariato di Chiavenna (decreto 29 gennaio 1968) (Bollettino Ecclesiastico Ufficiale Diocesi di Como 1968).
Con decreto vescovile 19 febbraio 1969 il beneficio parrocchiale di San Giovanni Battista in frazione Codera del comune di Novate Mezzola fu unito aeque principaliter al beneficio parrocchiale della Santissima Trinità di Novate Mezzola (decreto 19 febbraio 1969) (Bollettino Ecclesiastico Ufficiale Diocesi di Como 1969). Con decreto 10 aprile 1984 la parrocchia di Novate Mezzola fu inclusa nel vicariato A della Valchiavenna (decreto 10 aprile 1984) (Bollettino Ecclesiastico Ufficiale Diocesi di Como 1984). Con decreto 16 luglio 1986 del vescovo Teresio Ferraroni la parrocchia di San Giovanni Battista di Codera fu accorpata alla parrocchia della Santissima Trinità di Novate Mezzola (decreto 16 luglio 1986/14) (Bollettino Ecclesiastico Ufficiale Diocesi di Como 1986).

### Architetture civili
- Nei pressi della chiesa della Santissima Trinità si trova Casa Giani, villa composta da tre corpi di fabbrica affacciati rivolti verso un cortile che precede un ampio parco. Delle tre strutture che formano la villa, la Settecentesca ala est è quella più antica.[4]

### Aree naturali
Il comune si affaccia sul lago di Mezzola dove si trova la Riserva naturale Pian di Spagna e Lago di Mezzola, che è l'habitat di numerose specie acquatiche e uccelli. Il lago costituisce anche una importante attrazione turistica con un ampio lido balneare attrezzato.
Novate Mezzola è uno dei punti di passaggio di importanti e frequentati sentieri naturalistici delle Alpi italiane, tra cui il Sentiero Roma e il Sentiero Italia.

#### Val Codera
La Val Codera è una affascinante valle raggiungibile solo a piedi o in elicottero. Dalla località Mezzolpiano si parcheggia l'auto e si sale sul sentiero A15 (m. 316). Qui parte una mulattiera ben scalinata, che sale al nucleo di Avedée (m. 790) e a Codera (m. 825), dove si trovano i rifugi Risorgimento ed Osteria Alpina. Da qui si può proseguire verso la località Bresciadega (m. 1214) e il rifugio Brasca (m. 1304), per poi continuare verso la Val Masino o verso il rifugio Gianetti (m. 2534). Da Codera si può anche deviare verso San Giorgio e la Valle dei Ratti.

#### San Giorgio e Tracciolino
Nella zona della cava si stacca il sentiero per San Giorgio di Cola (m. 749), una frazione che ospita un piccolo museo. Da qui si sale al Tracciolino, un sentiero di gallerie e massicciate, lungo il quale corre una piccola ferrovia a scartamento ridotto costruita negli anni Trenta per il trasporto di materiali necessari alla realizzazione della diga della val Codera e della diga di Moledana. Il Tracciolino è percorribile anche in mountain bike. Dal Tracciolino si può scendere a Verceia e completare il circuito lungo la ciclabile lungo lago che riporta a Novate.

## Società

### Evoluzione demografica
Abitanti censiti

## Economia
Fino al XVIII secolo Novate era prevalentemente un paese di barcaioli e agricoltori.
Nel Settecento, con l'apertura delle prime cave di granito da parte di alcuni tagliapietra originari della Val d'Intelvi (i cosiddetti Picapréa), a Novate si sviluppò una fiorente attività estrattiva che vide impiegati come maestranze non solo gli abitanti della zonai, bensì anche lavoratori provenienti da altre zone italiane. L'attività, che prevedeva la produzione e il trasporto (dapprima via barca, poi via treno) di materiali impiegati non solo in edilizia popolare ma anche nella costruzione di lastricati stradali (masselli, lastre e cordoni per marciapiedi), perdurò fino agli anni '90 del Novecento.